# Narodowy rezerwat przyrody Rejvíz
Narodowy rezerwat przyrody Rejvíz (cz. Národní přírodní rezervace Rejvíz, dawna nazwa niem. Reihwiesen) – narodowy rezerwat przyrody, znajdujący się w Czechach, w pobliżu osady Rejvíz, będącej częścią miasta Zlaté Hory. 
Rezerwat powstał w 1955, a narodowym jest od 1992. Zlokalizowany jest w północno-wschodniej części Wysokiego Jesioniku (czes. Hrubý Jeseník), w płytkiej kotlinie, na wysokości 750–790 m n.p.m. Chroni torfowisko o samowystarczalnym ekosystemie, powstałe około 6–7 tysięcy lat temu. Jest to jedno z najlepiej zachowanych torfowisk w Czechach. Dzięki bardzo wysokiemu poziomowi wód podskórnych, występujących często na powierzchnię, w obrębie torfowiska występuje specyficzna dendroflora, np. bór bagienny z sosną błotną. Oprócz tego rosną tutaj m.in. następujące rośliny: bagnica torfowa, wełnianka pochwowata, modrzewnica zwyczajna, rosiczka okrągłolistna, żurawina błotna, haczykowiec błyszczący, płonnik, bagiennik żmijowaty, czy próchniczek bagienny.
Fauna reprezentowana jest m.in. przez takie zwierzęta jak: żagnica, pierwomrówka mszarnica, szlaczkoń torfowiec, orzechówka, włochatka zwyczajna, derkacz, zimorodek zwyczajny, cietrzew, lis, sarna, jeleń, czy nietoperze. Do najbardziej zagrożonych gatunków flory i fauny należą bezlist okrywowy i biegacz gruzełkowaty.
W centrum rezerwatu znajduje się Wielkie jeziorko torfowe (czes. Velké mechové jezírko), a na zachodnim krańcu Małe jeziorko torfowe (czes. Malé mechové jezírko). 
Przez teren rezerwatu i do Wielkiego jeziorka prowadzi specjalna ścieżka dydaktyczna NS Rejvíz, poprowadzona po kładce z bali (zbudowana w 1970.) o długości 3,1 km (z 5 stanowiskami obserwacyjnymi na trasie):
 Rejvíz - Pod Rejvízem – Vstup do rezervace – U Mechového jezírka – Velke Mechové jezírko.
Ponadto przez teren rezerwatu prowadzą dwa szlaki turystyczne na trasach:
  Rejvíz – Narodowy rezerwat przyrody Rejvíz – szczyt Kazatelny – przełęcz Kristovo loučení – góra Jelení loučky – góra Lysý vrch – góra Osikový vrch – Videlské sedlo – schronisko Švýcárna;
  Rejvíz – Narodowy rezerwat przyrody Rejvíz – Dětřichov;
Od 2005 rezerwat stanowi specjalny obszar ochrony siedlisk w ramach sieci Natura 2000.